# Nesticus citrinus
Espèce
Synonymes
- Theridion citrinum Taczanowski, 1874

Nesticus citrinus est une espèce d'araignées aranéomorphes de la famille des Nesticidae.

## Distribution
Cette espèce est endémique de Guyane.

## Description
La femelle holotype mesure 4,5 mm.

## Publication originale
- Taczanowski, 1874 : Les aranéides de la Guyane française. Horae Societatis entomologicae Rossicae, vol. 10, p. 56-115 (texte intégral).